# Altipolia mosaica
Altipolia mosaica là một loài bướm đêm trong họ Noctuidae.